# Magnetoestàtica
La magnetoestàtica és la part de la física que estudia els camps magnètics estàtics, que no canvien al llarg del temps, creats per imants o per corrents elèctrics estacionaris. Mentre que en l'electroestàtica les càrregues són estacionàries, en el cas de la magnetoestàtica el que és estacionari és el corrent elèctric. La magnetoestàtica és una bona aproximació fins i tot quan els corrents no són totalment estàtics si les variacions no són gaire ràpides.

## Aplicacions

### La magnetoestàtica com un cas especial de les equacions de Maxwell
Si prenem les equacions de Maxwell, podem considerar de fer les simplificacions següents:
- ignorar qualsevol càrrega electroestàtica,
- ignorar el camp elèctric,
- assumir que el camp magnètic és constant respecte del temps:

| Nom                              | Forma diferencial parcial                                    | Forma integral                                                                      |
| -------------------------------- | ------------------------------------------------------------ | ----------------------------------------------------------------------------------- |
| supòsits                         | {\displaystyle {\vec {D}}=0}                                 | {\displaystyle {\vec {D}}=0}                                                        |
| Llei de Gauss per al magnetisme: | {\displaystyle {\vec {\nabla }}\cdot {\vec {B}}=0}           | {\displaystyle \oint _{A}{\vec {B}}\cdot \mathrm {d} {\vec {A}}=0}                  |
| supòsits                         | {\displaystyle {\vec {E}}=0}                                 | {\displaystyle {\vec {E}}=0}                                                        |
| Llei d'Ampère:                   | {\displaystyle {\vec {\nabla }}\times {\vec {H}}={\vec {J}}} | {\displaystyle \oint _{S}{\vec {H}}\cdot \mathrm {d} {\vec {l}}=I_{\mathrm {enc} }} |

La qualitat d'aquesta aproximació pot ser avaluada per comparació amb les equacions anteriors amb la versió completa de les equacions de Maxwell i considerant la importància dels termes que s'han eliminat. La comparació del terme {\displaystyle {\vec {J}}} contra el terme {\displaystyle {\frac {\partial {\vec {D}}}{\partial t}}} té una especial rellevància. Si el terme {\displaystyle {\vec {J}}} és substancialment més gran, llavors podrem ignorar el més petit sense que comporti una pèrdua significativa de precisió.

### Reintroducció de la llei de Faraday
Una tècnica habitual consisteix a resoldre els problemes de magnetoestàtica a partir de passes successives i utilitzar les diferents solucions obtingudes per a tenir una aproximació del terme {\displaystyle {\frac {\partial {\vec {B}}}{\partial t}}}. Posant el resultat sobre la llei de Faraday, trobem un valor per {\displaystyle {\vec {E}}} (que prèviament havia estat ignorat). Aquest mètode no és una veritable solució per a les equacions de Maxwell, però pot donar una bona aproximació per a camps que canvien a poc a poc.

## Resolució de problemes magnetoestàtics
Si tot el corrent d'un sistema és conegut (per exemple, si tenim una descripció completa de {\displaystyle {\vec {J}}}), llavors el camp magnètic pot ser determinat a partir del corrent per mitjà de la llei de Biot-Savart:
{\displaystyle {\vec {B}}={\frac {\mu _{0}}{4\pi }}\int {\frac {\mathrm {d} {\vec {I}}\times {\hat {r}}}{r^{2}}}}
Aquesta tècnica funciona bé per a problemes en què el medi és el buit, l'aire o algun material similar amb una permeabilitat relativa igual a la unitat. Això inclou els inductors i transformadors amb nucli d'aire. Un avantatge d'aquesta tècnica és que una bobina de geometria complexa pot ser integrada en seccions, o per a un cas amb una geometria molt difícil permet la utilització de la integració numèrica. En tant que aquesta equació s'utilitza sobretot per a resoldre problemes lineals, el resultat complet serà la suma de la integral de cada secció.
Un obstacle per a la utilització de l'equació de Biot-Savart és que no segueix de manera implícita la llei de Gauss per al magnetisme i, per tant, és possible que se'n derivi un resultat que inclogui monopols magnètics. Això passaria si alguna secció no ha estat inclosa a la integral (cosa que implicaria que hi hauria electrons que serien contínuament creats en un punt i destruïts en un altre).
Utilitzar la llei de Biot-Savart en presència de materials ferromagnètics, ferrimagnètics o paramagnètics és difícil perquè el corrent extern indueix un corrent a la superfície del material magnètic que s'ha d'incloure en la integral. El valor del corrent de superfície depèn del camp magnètic que hom intenta calcular en primer terme. Per aquesta raó, la millor opció és la utilització de la llei d'Ampère, normalment en forma integral. Per als problemes en què el material magnètic dominant és un nucli magnètic altament permeable amb espais d'aire relativament petits, una aproximació pràctica és un circuit magnètic. Quan els espais d'aire són grans en comparació a la longitud del circuit magnètic, el contorn magnètic esdevé significatiu i habitualment requereix la utilització de l'anàlisi d'elements finits. Aquesta anàlisi d'elements finits utilitza una forma modificada de les equacions magnetoestàtiques per tal de calcular el potencial magnètic. El valor de {\displaystyle {\vec {B}}} es pot trobar a partir del potencial magnètic.